# Forcipomyia hamaticauda
Forcipomyia hamaticauda är en tvåvingeart som beskrevs av Tokunaga 1959. Forcipomyia hamaticauda ingår i släktet Forcipomyia och familjen svidknott. Inga underarter finns listade i Catalogue of Life.